# Jūzō Itami
Jūzō Itami (伊丹 十三, Itami Jūzō) est un acteur et réalisateur japonais, né le 15 mai 1933 à Kyoto et mort le 20 décembre 1997 à Tokyo. Après avoir été connu au Japon comme acteur, il réalise des comédies satiriques sur la société japonaise. Il est le fils de Mansaku Itami et le beau-frère de Kenzaburō Ōe.

## Biographie

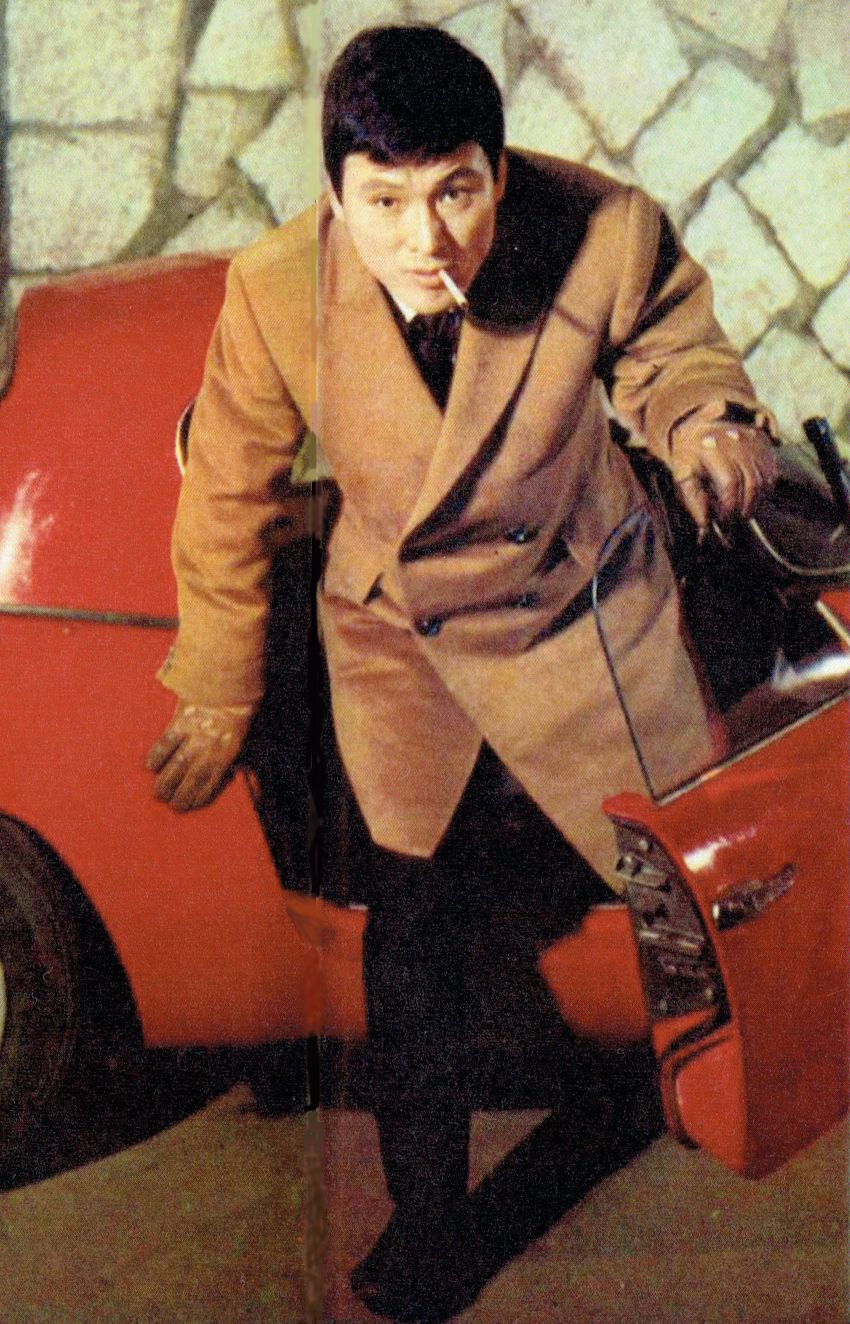
Jūzō Itami en 1966

Jūzō Itami naît Yoshihiro Ikeuchi en 1933 de Mansaku Itami, scénariste et réalisateur. Enfant, il est fortement marqué par la défaite japonaise en 1945.
Il se marie une première fois avec Kazuko Kawakita (1960–1966) puis avec l'actrice Nobuko Miyamoto (1969–1997) qu'il rencontre sur le film de Nagisa Ōshima, À propos des chansons paillardes japonaises (Nihon shunka-kô).
Il commence sa carrière en tant qu'acteur en 1960 sous le pseudonyme d'Ichizō Itami. Il jouera notamment sous la direction de Yasuzō Masumura (Le Faux étudiant, 1960), de Kon Ichikawa (à plusieurs reprises), de Nicholas Ray (Les 55 Jours de Pékin, 1963), de Nagisa Ōshima (À propos des chansons paillardes japonaises, 1967), de Kōji Wakamatsu (Les six épouses de Ching, 1969) ou bien de Kaneto Shindō (à plusieurs reprises).
En 1974, il joue dans le second volet de Lady Snowblood, Lady Snowblood 2: Love Song of Vengeance (Shura-yuki-hime: Urami Renga) de Toshiya Fujita, réalisateur avec lequel il rejouera.
Il commence sa carrière de metteur en scène en 1984 avec le film Osōshiki (お葬式) pour lequel il obtient notamment le Japan Academy Prize du meilleur film en 1985. Il remporte cette même récompense avec son troisième film L'Inspectrice des impôts (マルサの女, Marusa no onna) en 1987. Ses dix films, qu'il a scénarisé lui-même, sont des comédies satiriques de la société japonaise. Sa femme Nobuko Miyamoto tient souvent un rôle central dans ses films.
Le 22 mai 1992, une semaine après la sortie de son film Minbo ou l'art subtil de l'extorsion (ミンボーの女, Minbō no onna), il est attaqué par trois yakuzas du Gotō-gumi (後藤組), battu et poignardé au visage,.
Il meurt le 20 décembre 1997 de la chute du toit d'un immeuble. D'après une note trouvée sur son bureau, qu'il aurait rédigée, il pourrait s'agir d'un suicide. En effet, Flash, un hebdomadaire japonais, était sur le point de publier un article sur sa liaison extra-conjugale supposée avec une femme de 26 ans,. Toutefois, en 2008, un ancien yakuza du Gotō-gumi affirme au journaliste Jake Adelstein qu'il ne s'agit pas d'un suicide, mais que c'est son organisation qui l'a forcé à sauter : We set it up to stage his murder as a suicide. We dragged him up to the rooftop and put a gun in his face. We gave him a choice: jump and you might live or stay and we’ll blow your face off. He jumped. He didn’t live.
 (« Nous avons maquillé son meurtre en suicide. Nous l'avons emmené de force sur le toit et avons pointé un pistolet sur sa tête. Nous lui avons laissé le choix : saute et peut-être survivras-tu, ou alors nous te faisons sauter la tête. Il a sauté. Il n'a pas survécu. »)

## Filmographie

### Réalisateur
Sauf indication contraire, les titres en français se basent sur la filmographie de Jūzō Itami dans l'ouvrage Le Cinéma japonais de Tadao Satō.
- 1984 : Osōshiki (お葬式?)
- 1985 : Tampopo (タンポポ, Tanpopo?)
- 1987 : L'Inspectrice des impôts (マルサの女, Marusa no onna?)
- 1988 : L'Inspectrice des impôts 2 (マルサの女2, Marusa no onna II?)
- 1990 : Ageman (あげまん?)
- 1992 : Minbo ou l'art subtil de l'extorsion (ミンボーの女, Minbō no onna?)[6]
- 1993 : Le Grand Malade (大病人, Daibyōnin?)
- 1995 : Une existence tranquille (静かな生活, Shizukana seikatsu?)
- 1996 : La Femme du supermarché (スーパーの女, Sūpā no onna?)
- 1997 : La Femme de Marutai (マルタイの女, Marutai no onna?)

### Acteur
- 1960 : Ginza no dora-neko (銀座のどら猫?) de Yoshio Inoue
- 1960 : Le Faux étudiant (偽大学生, Nise daigakusei?) de Yasuzō Masumura : Soratani
- 1960 : Tendre et folle adolescence (おとうと, Otōto?) de Kon Ichikawa : le fils du propriétaire de l'usine
- 1961 : Dix femmes en noir (黒い十人の女, Kuroi jūnin no onna?) de Kon Ichikawa : Hanamaki
- 1961 : The Big Wave de Tad Danielewski : Toru
- 1963 : Les 55 jours de Pékin de Nicholas Ray : le colonel Shiba
- 1965 : Lord Jim de Richard Brooks : Waris
- 1966 : Délit de faciès (男の顔は履歴書, Otoko no kao wa rirekisho?) de Tai Katō
- 1967 : À propos des chansons paillardes japonaises (日本春歌考, Nihon shunkakō?) de Nagisa Ōshima : Ôtake
- 1968 : Ningen gyorai: Ā kaiten tokubetsu kōgeki-tai (人間魚雷 あゝ回天特別攻撃隊?) de Shigehiro Ozawa
- 1968 : Shōwa genroku Tokyo 196X-nen (昭和元禄・ＴＯＫＹＯ１９６６Ｘ年?) de Hideo Onchi
- 1968 : Ā, yokaren (あゝ予科練?) de Shinji Murayama : Miyamoto
- 1968 : Les Six épouses de Ching (金瓶梅, Kinpeibei?) de Kōji Wakamatsu : Hsi Men Ching
- 1969 : Safari 5000 (栄光への5000キロ, Eiko e no 5,000 kiro?) de Koreyoshi Kurahara : Kenichi Nomura
- 1969 : Éphémère (かげろう, Kagerō?) de Kaneto Shindō Iino
- 1971 : Yasashii Nippon jin (やさしいにっぽん人?) de Yōichi Higashi
- 1974 : Lady Snowblood 2: Love Song of Vengeance (修羅雪姫 怨み恋歌, Shura-yuki-hime: Urami renga?) de Toshiya Fujita : Ransui Tokunaga
- 1974 : Imōto (妹?) de Toshiya Fujita : Kazuo Wada
- 1974 : Mon chemin (わが道, Waga michi?) de Kaneto Shindō : Dr Takagi
- 1975 : Je suis un chat (吾輩は猫である, Wagahai wa neko de aru?) de Kon Ichikawa : Meitei
- 1979 : Collections privées dans le segment Kusa-Meikyu de Shūji Terayama
- 1979 : Au revoir la vie facile (もう頬づえはつかない, Mō hōzue wa tsukanai?) de Yōichi Higashi : Takamizawa
- 1980 : Yūgure made (夕暮まで?) de Kazuo Kuroki : Sasa
- 1981 : Surō na bugi ni shitekure (スローなブギにしてくれ?) de Toshiya Fujita : l'avocat
- 1981 : Shikake-nin Baian (仕掛人梅安?) de Yasuo Furuhata : Sahei Oumiya
- 1981 : Akuryōtō (悪霊島?) de Masahiro Shinoda : Ryuhei Ochi
- 1982 : Kidonappu burūsu (キッドナップ・ブルース?) de Shinpei Asai
- 1983 : Les Quatre Sœurs Makioka (細雪, Sasame-yuki?) de Kon Ichikawa : Tatsuo, le mari de Tsuruko
- 1983 : Jeu de famille (家族ゲーム, Kazoku gēmu?) de Yoshimitsu Morita : Mr. Numata, le père
- 1983 : Meisō chizu (迷走地図?) de Yoshitarō Nomura : Itakura
- 1983 : La Taverne Chōji (居酒屋兆治, Izakaya Chōji?) de Yasuo Furuhata : Kawahara
- 1984 : Keshō (化粧?) de Kazuo Ikehiro : Kumakura
- 1984 : Les Enfants de Mac Arthur (瀬戸内少年野球団, Setouchi shōnen yakyūdan?) de Masahiro Shinoda : Hatano
- 1985 : The Excitement of the Do Re Mi Fa Girl (ドレミファ娘の血は騒ぐ, Doremifa musume no chi wa sawagu?) de Kiyoshi Kurosawa : le professeur Hirayama
- 1988 : Espoir et Douleur (ダウンタウン・ヒーローズ, Dauntaun Hiirōzu?) de Yōji Yamada
- 1989 : Sweet Home (スウィートホーム, Suwīto hōmu?) de Kiyoshi Kurosawa : Yamamura

## Distinctions

### Récompenses
- 1985 : prix du meilleur scénario pour Osōshiki au festival du film de Yokohama[7]